# Supercopa da Itália de 1993
A Supercopa da Itália de 1993 (em italiano: Supercoppa Italiana 1993 ou Supercoppa di Lega 1993) foi a sexta edição dessa competição italiana de futebol masculino. O duelo organizado pela Lega Nazionale Professionisti foi realizado em 21 de agosto de 1993 no RFK Stadium, na cidade de Washington, D.C., nos EUA, entre o Milan, campeão da Serie A de 1992–93, e o Torino, campeão da Copa da Itália de 1992–93. O Milan venceu a partida por 1–0, com gol de Marco Simone, e faturou seu terceiro troféu da Supercoppa di Lega. Foi a primeira vez que a Supercopa foi disputada fora da Itália.

## Participantes
| Milan  |  | Campeão da Serie A de 1992–93        |
| Torino |  | Campeão da Copa da Itália de 1992–93 |

## Ficha do jogo
| 21 de agosto de 1993 | Milan     | 1 – 0        | Torino | RFK, Washington, D.C., EUA           |
| 20:45 CEST (UTC+2)   | Simone 4' | MATCH REPORT |        | Público: 25 268 Árbitro: Helder Diaz |

| Milan | Torino |

| MILAN:        |                       |  |     |
|               |                       |  |     |
| 1             | Sebastiano Rossi      |  |     |
| 2             | Mauro Tassotti        |  |     |
| 3             | Paolo Maldini         |  |     |
| 4             | Demetrio Albertini    |  |     |
| 5             | Alessandro Costacurta |  |     |
| 6             | Franco Baresi         |  |     |
| 7             | Stefano Eranio        |  |     |
| 8             | Zvonimir Boban        |  |     |
| 9             | Daniele Massaro       |  |     |
| 10            | Dejan Savićević       |  | 60' |
| 11            | Marco Simone          |  | 46' |
| Reservas:     |                       |  |     |
| 12            | Mario Ielpo           |  |     |
| 13            | Filippo Galli         |  |     |
| 14            | Alessandro Orlando    |  |     |
| 15            | Roberto Donadoni      |  | 60' |
| 16            | Florin Răducioiu      |  | 46' |
| Técnico:      |                       |  |     |
| Fabio Capello |                       |  |     |

| TORINO:            |                   |  |     |
|                    |                   |  |     |
| 1                  | Giovanni Galli    |  |     |
| 4                  | Sandro Cois       |  | 72' |
| 3                  | Robert Jarni\|    |  |     |
| 7                  | Daniele Fortunato |  |     |
| 5                  | Angelo Gregucci   |  |     |
| 6                  | Luca Fusi         |  |     |
| 2                  | Roberto Mussi     |  |     |
| 11                 | Marco Osio        |  | 44' |
| 9                  | Andrea Silenzi    |  |     |
| 10                 | Enzo Francescoli  |  |     |
| 8                  | Giorgio Venturin  |  |     |
| Reservas:          |                   |  |     |
| 12                 | Luca Pastine      |  |     |
| 13                 | Giulio Falcone    |  |     |
| 14                 | Raffaele Sergio   |  |     |
| 15                 | Gianluca Sordo    |  | 72' |
| 16                 | Pato Aguilera     |  | 44' |
| Técnico:           |                   |  |     |
| Emiliano Mondonico |                   |  |     |

|  | REGULAMENTO - 90 minutos; - 30 minutos de prorrogação caso haja empate no tempo normal; - Persistindo o empate, o vencedor será decidido nas penalidades máximas; - Cinco jogadores substitutos; - Máximo de duas substituições. |

## Premiação
| Supercopa da Itália de 1993 |
| --------------------------- |
| Milan Campeão (3º título)   |